# Краснаја Таловка
Краснаја Таловка (укр. Красна Талівка рус. Красная Таловка) насеље је у Украјини у Луганској области.

## Историја
Село се налази на левој обали реке Деркул и граничи се са руском Ростовском облашћу (Милеровски рајон) на северу и југу. Главни град рејона Станица Луганска је 45 километара југозападно, главни град области Луганск 48 километара југозападно.
Село административно чини исту окружну општину у оквиру Станично-Луганског рејона, који такође обухвата село Красниј Деркул (Красний Деркул) на десној обали.
Северно од места је гранични прелаз према Русији. Према попису из 2001. године, у селу је живело 1081 становника, од којих је 27,29% навело украјински као матерњи језик, 72,06% руски, а 0,65% други. Од 2022. године село је под контролом снага самопроглашене Луганске Народне Републике.

## Становништво
Према процени, у насељу је 2001. живело 1.081 становника.
| 2001. |
| ----- |
| 1.081 |